# 埃伦豪森
埃伦豪森是德国莱茵兰-普法尔茨州的一个市镇。总面积1.90平方公里，总人口276人，其中男性137人，女性139人（2011年12月31日），人口密度145人/平方公里。